# 賽普勒斯教會

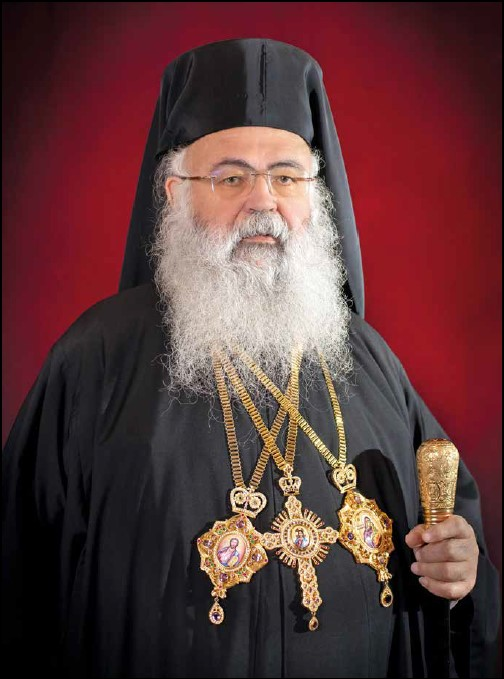
塞浦路斯教會首席乔治總主教

賽普勒斯教會（希臘語：Ἐκκλησία τῆς Κύπρου）是以賽普勒斯島為範圍的自主希臘正教會，於431年的以弗所大公會議後，從安提阿教會獨立而成為最早的自主正教會之一。

## 歷史
根據聖經宗徒大事錄的記載，在保祿宗徒第一次出外傳教的旅途的第一站就是賽普勒斯島。與他同行的還有巴爾納伯和馬爾谷。後來巴爾納伯也被視為第一位賽普勒斯主教，並死於當地。
四世紀時，羅馬皇帝君士坦提烏斯二世出資重建受地震摧殘的島上城市薩拉米斯，並且將之重新命名為君士坦提亞，並在此地建立主教座。其中擔任主教者包含教父聖厄丕法尼（Epiphanius of Salamis）

### 自主教會
賽普勒斯教會的自主權則源自於431年的以弗所大公會議，當時安提阿主教試圖取消賽普勒斯教會因習慣而來的自主權，於是當時的薩拉米斯總主教拉吉努斯（Rheginus）將之提交由大會討論。最後會議決議此特權不該撤銷，並將之列在第八條決議。自此賽普勒斯教會就由薩拉米斯總主教管理。
478年，據傳當時的薩拉米斯總主教安提蒙斯（Anthemios）因為神視而找到了巴爾納伯的聖髑，因此獲得了拜占庭皇帝芝諾的支持，因此鞏固了賽普勒斯教會的自主權。
七世紀末，拜占庭皇帝查士丁尼二世為了因應阿拉伯軍隊對塞普勒斯島的侵擾，因此將島上人口遷移到今日的埃爾代克所在地，並將新建立的都市命名為新查士丁尼亞（希臘語：Νέα Ιουστινιανή,）。薩拉米斯總主教也將教座遷至當地，自此「新查士丁尼亞及全賽普勒斯總主教」就成為賽普勒斯教會領導者的頭銜至今。

### 十字軍時代及鄂圖曼帝國
1091年，十字軍佔領了賽普勒斯島，建立了賽普勒斯王國。並且開始任命自己的天主教主教，正教會的主教不是遷移就是失去教座。
1571年鄂圖曼帝國佔領了賽普勒斯島，正教會恢復了一定的地位。然而因為鄂圖曼帝國實行米利特制度的關係。賽普勒斯教會被交由君士坦丁堡普世牧首管理。總主教也恢復了影響力。
1821年，在希臘獨立戰爭中，賽普勒斯島上也掀起了反對鄂圖曼統治的活動，當時的總主教齊布理亞諾斯（Kyprianos）因為身為賽普勒斯民族主義者精神領袖的身分，與其他教會高階神職人員一起遭到鄂圖曼政權處刑，這一事件導致了賽普勒斯島上的希臘合併主義。

### 英國時期
1878年，鄂圖曼帝國為了獲得英國抵禦俄羅斯的協助，將賽普勒斯的管轄權做為回報。自此賽普勒斯成為英國管轄區。1923年，土耳其共和國簽屬了洛桑條約，以賽普勒斯等前鄂圖曼領地為代價換取了國際承認。隨後在1925年賽普勒斯成為了英國的殖民地。
然而島上的希臘合併主義者卻不願意接受由英國管轄的結果，因此在1931年開始爆發多起武裝行動。這起事件導致英國對賽普勒斯的高壓管控，而作為民族主義的主導人，賽普勒斯教會兩位主教遭到了英國政權流放。並導致自時任總主教基里洛斯三世在1933年過世後，直到1947年為止的空缺期。被流放的二位主教中的凱里尼亞主教馬卡里奧斯在解除流放返國後，於1948年被推舉為新任的總主教，是為馬卡里奧斯二世。
二戰結束後，受到民族自決風氣的影響，塞普勒斯的定位被聯合國督請英國、希臘和土耳其商議。結果在1955年8月的會議中，因為英國的反對而使得賽普勒斯無法脫離英國。因此引發希臘裔的賽普勒斯民族主義者發起武裝，攻擊英國政府機關，這導致在1956年總主教馬卡里奧斯三世被視為武裝集團領袖而遭到英國囚禁，直到他於1957年3月發表反對武裝行動的宣言才獲釋。最後在英國、希臘和土耳其三國的外交協調下，於1958年簽署了蘇黎世－倫敦協議，在不接受島上與希臘統一主義的前提下給予賽普勒斯島獨立的地位。馬卡里奧斯三世總主教也被選為首任總統。